# François Pyrard

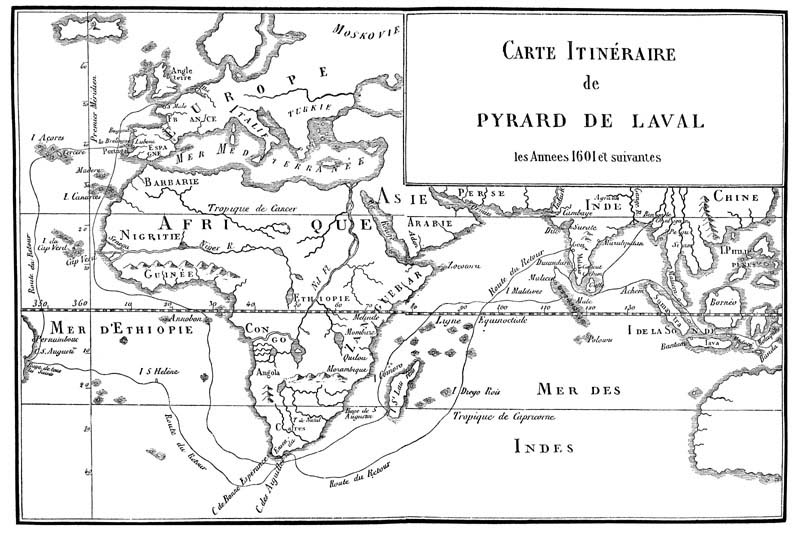
Reiseroute Pyrards

François Pyrard de Laval (* 1578 in Laval; † 1621 in Paris) war ein französischer Seefahrer, der aufgrund seiner Aufzeichnung über die Inselwelt der Malediven bekannt ist.
Am 2. Juli 1602 erlitt Pyrard und eine Handvoll Seeleute auf dem Baa-Atoll (Malediven) Schiffbruch. Die Gruppe wurde von Einheimischen gefangen genommen und verbrachte fünf Jahre als unfreiwillige Gäste in Malé. Während dieser Zeit erlernte Pyrard Dhivehi. Aufgrund dieser Sprachkenntnisse war es ihm als erstem Europäer möglich, die lokalen Gebräuche zu studieren und zu verstehen.
Im Februar 1607 gelang Pyrards Gruppe die Flucht, indem sie das Chaos nutzte, das durch einen Überfall von Bengalen ausgelöst wurde.
Zurück in Frankreich verfasste er ein dreibändiges Werk über seinen unfreiwilligen Aufenthalt und die Gesellschaft der Malediven mit dem Titel Voyage de François Pyrard de Laval : contenant sa navigation aux Indes orientales, Maldives, Moluques, et au Bresil, et les divers accidens qui lui sont arrivez en ce Voyage pendant son séjour de dix ans dans ces Pais. (Paris, o. J.)